# Englische Cricket-Nationalmannschaft in Pakistan in der Saison 2005/06
Die Tour der englischen Cricket-Nationalmannschaft nach Pakistan in der Saison 2005/06 fand vom 12. November bis zum 21. Dezember 2005 statt. Die internationale Cricket-Tour war Bestandteil der Internationalen Cricket-Saison 2005/06 und umfasste drei Tests und fünf ODIs. Pakistan gewann die Test-Serie 2–0 und die ODI-Serie 3–2.

## Vorgeschichte
Für beide Mannschaften war es die erste Tour der Saison.
Das letzte Aufeinandertreffen der beiden Mannschaften bei einer Tour fand in der Saison 2001 in England statt.
Neben der allgemeinen Sicherheitssituation war auch das Erdbeben in Kaschmir am 8. Oktober ein Anlass die Sicherheitskonzepte zu verschärfen.

## Stadien
Die folgenden Stadien wurden für die Tour als Austragungsort vorgesehen und am 28. Juli 2005 bekanntgegeben.
| Stadion                    | Stadt      | Kapazität | Spiele               |
| -------------------------- | ---------- | --------- | -------------------- |
| Iqbal Stadium              | Faisalabad | 18.000    | 2. Test              |
| National Stadium           | Karachi    | 34.228    | 3. ODI               |
| Gaddafi Stadium            | Lahore     | 60.000    | 3. Test; 1. & 2. ODI |
| Multan Cricket Stadium     | Multan     | 30.000    | 1. Test              |
| Rawalpindi Cricket Stadium | Rawalpindi | 25.000    | 4. & 5. ODI          |

## Kaderlisten
England benannte seine Kader am 19. September 2005.
Pakistan benannte seinen Test-Kader am 28. Oktober und seinen ODI-Kader am 3. Dezember 2005.
| Test | Test | ODI | ODI |
| Pakistan | England | Pakistan | England |
| --- | --- | --- | --- |
| - Inzamam-ul-Haq (K) - Asim Kamal - Danish Kaneria - Hasan Raza - Kamran Akmal (wk) - Mohammad Sami - Mohammad Yousuf - Naved-ul-Hasan - Salman Butt - Shabbir Ahmed - Shahid Afridi - Shoaib Akhtar - Shoaib Malik - Younis Khan | - Michael Vaughan (K) - Marcus Trescothick (VK) - Ian Bell - Paul Collingwood - Andrew Flintoff - Ashley Giles - Stephen Harmison - Matthew Hoggard - Geraint Jones (wk) - Kevin Pietersen - Liam Plunkett - Andrew Strauss - Shaun Udal | - Inzamam-ul-Haq (K) - Younis Khan (VK) - Abdul Razzak - Arshad Khan - Danish Kaneria - Kamran Akmal (wk) - Mohammad Asif - Mohammad Sami - Mohammad Yousuf - Naved-ul-Hasan - Salman Butt - Shahid Afridi - Shoaib Akhtar - Shoaib Malik - Yasir Arafat - Yasir Hameed | - Marcus Trescothick (K) - Kabir Ali - James Anderson - Ian Bell - Ian Blackwell - Paul Collingwood - Andrew Flintoff - Stephen Harmison - Geraint Jones (wk) - Kevin Pietersen - Liam Plunkett - Matt Prior - Vikram Solanki - Andrew Strauss - Shaun Udal |

## Tour Matches
| 31. Oktober – 2. November Scorecard | Rawalpindi | England XI 256-9d (74) & 112 (34.1) | – | Patron’s XI 211 (60.5) & 105 (35.5) |
|                                     |            | England XI gewinnt mit 52 Runs      |   |                                     |

| 6. – 8. November Scorecard | Lahore | England XI 126 (35.1) & 256 (63.4) | – | Pakistan A 138 (33.5) & 246-4 (52.2) |
|                            |        | Pakistan A gewinnt mit 6 Wickets   |   |                                      |

| 7. Dezember Scorecard | Lahore | England XI 236-7 (45/45)        | – | Pakistan A 239-9 (45/45) |
|                       |        | Pakistan A gewinnt mit 1 Wicket |   |                          |

## Tests

### Erster Test in Multan
| 12. – 16. November Scorecard | Multan | Pakistan 274 (98.2) & 341 (105.5) | – | England 418 (110.4) & 175 (52.4) |
|                              |        | Pakistan gewinnt mit 22 Runs      |   |                                  |

### Zweiter Test in Faisalabad
| 20. – 24. November Scorecard | Faisalabad | Pakistan 462 (115.4) & 268-9d (93.1) | – | England 446 (132.3) & 164-6 (48) |
|                              |            | Remis                                |   |                                  |

### Dritter Test in Lahore
| 29. November – 3. Dezember Scorecard | Lahore | England 288 (94) & 248 (77.1)                   | – | Pakistan 638-8 (156.2) |
|                                      |        | Pakistan gewinnt mit einem Innings und 100 Runs |   |                        |

## One-Day Internationals

### Erstes ODI in Lahore
| 10. Dezember Scorecard | Lahore | England 327-4 (50)          | – | Pakistan 285 (46.5) |
|                        |        | England gewinnt mit 42 Runs |   |                     |

### Zweites ODI in Lahore
| 12. Dezember Scorecard | Lahore | England 230 (48.4)             | – | Pakistan 231-3 (44) |
|                        |        | Pakistan gewinnt mit 7 Wickets |   |                     |

### Drittes ODI in Karachi
| 15. Dezember Scorecard | Karachi | Pakistan 353-6 (60)           | – | England 188 (42) |
|                        |         | Pakistan gewinnt mit 165 Runs |   |                  |

### Viertes ODI in Riwalpindi
| 19. Dezember Scorecard | Rawalpindi | Pakistan 210 (47.2)          | – | England 197 (48.1) |
|                        |            | Pakistan gewinnt mit 13 Runs |   |                    |

### Fünftes ODI in Riwalpindi
| 21. Dezember Scorecard | Rawalpindi | England 206-9 (50)         | – | Pakistan 200-9 (50) |
|                        |            | England gewinnt mit 6 Runs |   |                     |